# Walter Sharpe
Pour les articles homonymes, voir Sharpe.
Walter Sharpe, né le 18 juillet 1986, à Huntsville, en Alabama, est un joueur américain de basket-ball. Il évolue au poste d'ailier fort.